# Црква Светог Ахилија у Ариљу
За цркву посвећену истом свецу у Преспи, погледајте чланак црква Светог Ахилија.
Црква Светог Ахилија је смештена на узвишењу у средишту данашњег Ариља и задужбина је краља Драгутина (краљ Србије 1276 — 1282, краљ Срема 1282—1316) са краја XIII века. Има основу једнобродне грађевине са нартексом и егзонартексом, а подигнута је у Рашком стилу, у коме јединствена по својим витким, издуженим пропорцијама и фасадама рашчлањеним пиластрима и слепим аркадама.
Израда фрескописа је завршена 1296. године и израђен је традицијама монументалног стила српског фрескосликарства XIII века, а у њему се истичу портрети самог Драгутина, затим његове супруге Каталине и њихових синова (Урошиц и Владислав), као и његовог брата, краља Милутина (1282—1321). Манастир је постојао и пре Драгутиновог доба, а у њему је од 1219. године било седиште моравичких епископа и потоњих митрополита, који су се понекад називали и ариљским.
Драгутинов манастир је био архијерејско седиште и 1433. године, а 1650. године се помиње као запустео. Крајем XIX века у цркви се налазио празан гроб светог Ахилија, а српски родослови наводе да је у њој био сахрањен и Драгутинов син Урошиц, из чијих моштију је текло миро.
Конзерваторски радови на цркви су окончани 1996. године, а сама грађевина се налази под заштитом Републике Србије, као споменик културе од изузетног значаја.

## Грађевина
Црква светог Ахилија је подигнута на остацима манастирске цркве у којој је било седиште Моравичке епархије од 1219. године. Црква има основу једнобродне грађевине, над којом се уздиже купола, са нартексом и нешто касније дограђеним егзонартекс, тако по основи одговара црквама Рашког стила, развијене основе. Олтарски део јој је троделан, певнице имају правоугаону основу, а поједина архитектонска решења је чине јединственом међу црквама Рашког стила. Сама купола има шест прозора, што је редак случај код српских цркава. Током истраживања Републичког завода за заштиту споменика у периоду од 1971. - 1981. пронађени су грађевински остаци из три старије узастопне епохе и некропола, такође, из неког претходног раздобља. Нису откривене грађевинске целине ни из једне етапе, већ само западни делови некадашњих здања. Време подизања цркве и њен ктитор нису забележили историјски извори па су насликана композиција y старој припрати, где je приказан Стефан Драгутин као први ктитор са моделом храма y руци и натпис y прстену кубета једини докази да je y питању његова задужбина. Пошто je y куполи уписана 1296. година као време сликања фресака, сматра се да je црква саграђена неколико
година раније.

## Сликарство
Према натпису очуваном у цркви, њен живопис је завршен 1296. године и надовезује се на тзв. златни век српског сликарства, који свој врхунац достиже сликарством Сопоћана (1263—1268). Данас је у делимично очуван, највише у нартексу, у нешто мањој мери у наосу, док су у егзонартексу очувани само мали фрагменти. 
У првој зони фрескописа у наосу приказани су, у стојећем положају, свеци из династије Немањића са српским епископима и архиепископима, као својеврсна потврда јединства државе и цркве у Немањићкој Србији. Изнад њих су приказане сцене из живота Пресвете Богородице, Велики празници и Христова страдања. Ђаконикон је украшен призорима из живота светог Николе, док су у апсиди представљене евхаристичке теме.
Ктиторски портрет краља Драгутина са моделом цркве, налази се у доњој зони нартекса. У истом нивоу се налазе и портрети његовог брата, супруге и синова, док су изнад њих приказани васељенски сабори и теме из Старог завета.	